# José de Sousa Teles
José de Sousa Teles foi um empresário português.

## Biografia
Era filho do general Casimiro Vítor de Sousa Teles.
Exerceu como administrador da divisão portuguesa da empresa Mobil-Oil, na qual completou quarenta anos de serviço em 1961.